# Tooting

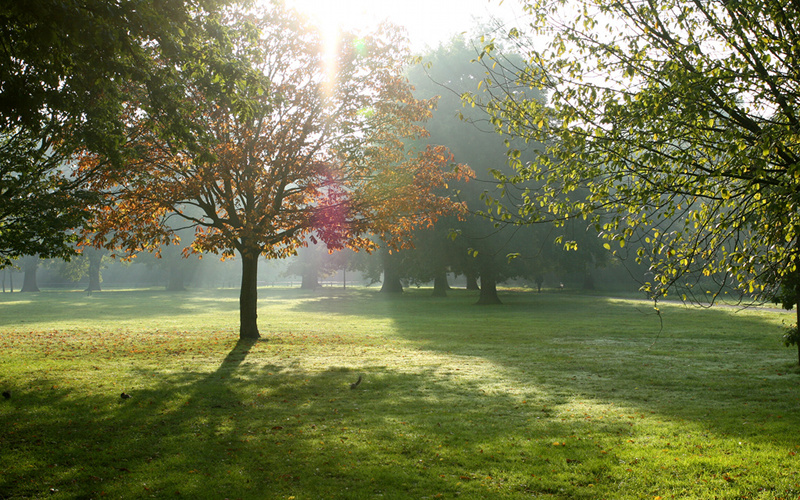
Entardecer num parque de Tooting.

Tooting  é um distrito no borough de Wandsworth, na Região de Londres, na Inglaterra. Está situado a 5 milhas (8 quilômetros) sul sudeste de Charing Cross. A área está identificada no London Plan como um dos 35 maiores centros da Região de Londres.